# Lavalette (Virginie-Occidentale)
Pour les articles homonymes, voir Lavalette.
Lavalette est une census-designated place située dans le comté de Wayne, dans l’État de Virginie-Occidentale, aux États-Unis. Lors du recensement de 2020, elle comptait 932 habitants.